# Bistabilni multivibrator
Bistabilni multivibrator (BMVB, z angleško prevzeto tujko flip-flop) je v elektroniki preklopno digitalno vezje, ki ima dve stabilni stanji in lahko hrani en bit pomnilnika. Poznamo več vrst bistabilnih multivibratorjev oziroma pomnilnih celic D, JK, T in RS.Z
Za to vezje je značilno, da ga prožimo na fronto ure. Včasih, ko pride signal iz logične 1 v logično 0 se stanje izhoda spremeni, glede na vhod.